# Lingue e dialetti della Sicilia

Mappa linguistica della Sicilia

## Alloglossie interne
| Lingua               | Provincia                         | Numero di comuni | Numero di parlanti | Mappa |
| -------------------- | --------------------------------- | --- | ------------------ | ----- |
| Lingua gallo-italica | Messina Enna ( Catania, Siracusa) | 5 (San Fratello, Sperlinga, Nicosia, Aidone, Piazza Armerina) + 9 (Acquedolci, San Piero Patti, Montalbano Elicona, Novara di Sicilia, Fondachelli-Fantina, Randazzo, Ferla, Buccheri, Cassaro) | 60.000             |       |
| Lingua albanese      | Palermo                           | 5 (Contessa Entellina, Mezzojuso, Palazzo Adriano, Piana degli Albanesi, Santa Cristina Gela)                                                                                                   | 30.500             |       |

Seppure non sono riconducibili parlanti veri e propri, né storicamente presenti, né un numero consistente di moderni locultori, si aggiunge dal 2013 la lingua greca, grecanica o moderna, a Messina. 

### La minoranza gallo-italica

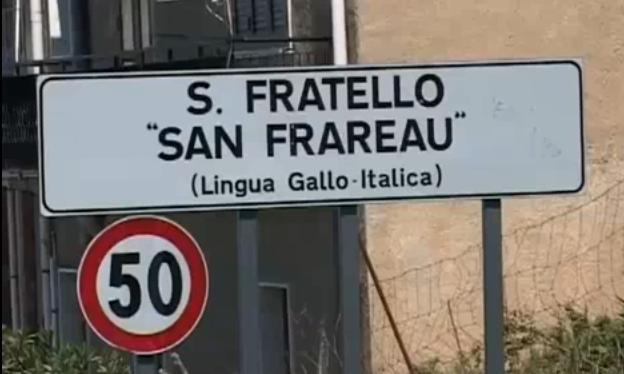
Segnale bilingue in italiano e in gallo-italico a San Fratello, in provincia di Messina.

I territori dell'alloglossia gallo-italica

Il Gallo-italico di Sicilia è un dialetto altoitaliano che si diffuse in Sicilia nel periodo normanno, parlato in alcuni centri della Sicilia orientale, per un totale di almeno ventiquattro località, quattordici delle quali sarebbero, secondo il linguista Salvatore Trovato, quelle dove si parla ancora oggi un dialetto schiettamente gallo-italico. 
Dopo la conquista normanna dell'isola, Ruggero I iniziò un processo di latinizzazione incoraggiando una politica d'immigrazione della propria gentes, francese (normanni e provenzali) e dell'Italia nordoccidentale, con la concessione di terre e privilegi. L'obiettivo dei nuovi sovrani normanni fu quello di rafforzare il "ceppo latino" che in Sicilia era minoranza rispetto ai più numerosi greci, ebrei e arabo-berberi.
Grazie al matrimonio dello stesso sovrano normanno Ruggero con l'aleramica Adelaide del Vasto, a partire dalla fine dell'XI secolo vennero ripopolate le zone centrali e orientali dell'isola, il Val Demone, a forte presenza greco-bizantina, e il Val di Noto, con coloni e soldati provenienti dalla Marca Aleramica nel nord Italia detti lombardi, un'area dominata dalla famiglia di Adelaide, comprendente tutto il Monferrato storico in Piemonte, parte dell'entroterra ligure di ponente, e piccole porzioni delle zone occidentali di Lombardia ed Emilia. Il processo di ripopolamento della Sicilia con coloni dell'Italia settentrionale durò fino a tutto il XIII secolo. 
Questa minoranza linguistica è composta da dialetti alloglotti in cui dominano caratteristiche, soprattutto fonetiche, di tipo settentrionale, appartenenti cioè alle parlate della grande famiglia dei galloitalici, il cui substrato è costituito dalle lingue celtiche e diffuse in gran parte dell'Italia settentrionale, storicamente appartenente alla macro-regione a sud delle Alpi che i Romani chiamarono Gallia Cisalpina. Le isole linguistiche hanno cominciato ad essere erose nel Novecento. I quattordici centri con parlata galloitalica sono: Nicosia, Sperlinga, Piazza Armerina, e Aidone in provincia di Enna; San Fratello, Acquedolci, San Piero Patti, Novara di Sicilia, Fondachelli-Fantina, Montalbano Elicona in provincia di Messina, Randazzo in provincia di Catania, Ferla, Buccheri e Cassaro in provincia di Siracusa.

### La minoranza albanese

I territori di minoranza albanofona

Segnaletica bilingue in italiano e in albanese a Piana degli Albanesi, in provincia di Palermo

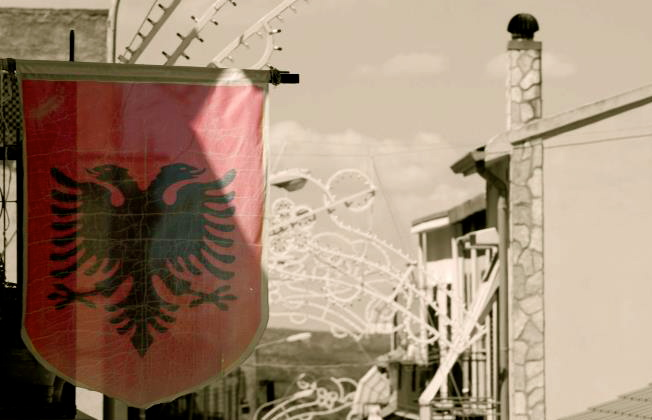
Bandiera albanese per le strade di Contessa Entellina

La minoranza albanese di Sicilia (arbëreshët e Siçilisë) è oggi costituita da tre comunita in provincia di Palermo: Contessa Entellina, Piana degli Albanesi e Santa Cristina Gela, alle quali si aggiungono Mezzojuso e Palazzo Adriano, comuni di origine albanese che in generale hanno perso la lingua e l'identità originaria. In passato detti dai siciliani anche "greco-albanesi" o "greci" per il rito bizantino professato, sono una minoranza etnica e linguistica radicata nel territorio di Palermo.
La lingua della comunità arbëreshe è un'antica parlata della lingua albanese, in modo particolare quella parlata nel sud d'Albania, riconosciuta dalla legge regionale e nazionale (n.482 del 15 dicembre 1999) per la tutela delle minoranze etno-linguistiche. Il centro di questa enclave è costituita dalla cittadina di Piana degli Albanesi, in cui il senso d'identita, la lingua, i riti religiosi e i costumi tradizionali si sono conservati. 
Molto rilevante è la letteratura albanese locale. Pur in situazione di diaspora, qui è cominciata la storia letteraria albanese moderna nella variante toskë. In oltre cinque secoli gli arbëreshë hanno raggiunto importanti traguardi culturali e letterari: a Piana degli Albanesi lo scrittore e sacerdote di rito orientale Papàs Luca Matranga fu autore della Dottrina Cristiana (E Mbësuame e Krështerë) nel 1592, la prima opera della storia letteraria albanese. Nei secoli una nutrita schiera di intellettuali a Piana degli Albanesi si interessò della storia, della lingua, delle tradizioni poetiche popolari. Un insigne scrittore fu Zef Schirò, maggior rappresentante della tradizione culturale e letteraria siculo-albanese. Sulla scia di una tradizione così importante si colloca l'odierno contributo culturale di poeti, saggisti, drammaturghi, nonché albanologi e linguisti.
Una radicato gruppo di arbëreshë vive a Palermo, dove e presente la Parrocchia di San Nicola alla Martorana, l'antico Seminario Italo-Albanese nella via omonima, il Convitto Saluto sorto per accogliere i giovani studenti italo-albanesi, una strada intitolata all'eroe albanese, via Giorgio Castriota, e vari enti e associazioni che tutelano e promuovono la lingua e la cultura (la Lega italo-albanese del 1921, già Comitato italo-albanese a fine Ottocento; il Centro Internazionale di Studi Albanesi Rosolino Petrotta del 1948; la Cattedra di Lingua e Letteratura Albanese presso l'Università di Palermo). 
La lingua albanese viene tuttora mantenuta viva grazie a un forte e radicato senso dell'identità e viene coltivata e regolata da istituzioni religiose (Eparchia di Piana degli Albanesi), civili (amministrazioni comunali, biblioteche, universita) e private (associazioni culturali), che contribuiscono alla salvaguardia e alla valorizzazione del prezioso patrimonio culturale, storico ed umano.

#### Presenza non storica

##### La neo-minoranza greca

Il territorio di minoranza grecofona

La minoranza greca in Sicilia è oggi costituita dai greci di Messina (Έλληνες της Μεσσήνας in greco), o greco-siculi, minoranza linguistica radicata nel territorio di Messina, comune italiano capoluogo di provincia in Sicilia. Nel 2012 Messina è stata riconosciuta come "comune di minoranza greca" (Δήμος Ελληνικής Μειονότητας), nel cui territorio applicare le disposizioni di tutela delle minoranze linguistiche previste dalla legge n. 482 del 15/12/1999.